# ريتشارد هازارد
ريتشارد هازارد (بالإنجليزية: Richard Hazard)‏ هو ملحن أمريكي، ولد في 2 مارس 1921 في ترنتون في الولايات المتحدة، وتوفي في 20 ديسمبر 2000 في لوس أنجلوس في الولايات المتحدة.

## وصلات خارجية
- ريتشارد هازارد على موقع IMDb (الإنجليزية)
- ريتشارد هازارد على موقع ميوزك برينز (الإنجليزية)
- ريتشارد هازارد على موقع ميوزك برينز (الإنجليزية)
- ريتشارد هازارد على موقع قاعدة بيانات برودواي على الإنترنت (الإنجليزية)
- ريتشارد هازارد على موقع قاعدة بيانات برودواي على الإنترنت (الإنجليزية)
- ريتشارد هازارد على موقع أول ميوزيك (الإنجليزية)
- ريتشارد هازارد على موقع ديسكوغز (الإنجليزية)
- ريتشارد هازارد على موقع ديسكوغز (الإنجليزية)
- ريتشارد هازارد على موقع قاعدة بيانات الفيلم (الإنجليزية)